# Dendrodasys pacificus
Dendrodasys pacificus is een buikharige uit de familie Dactylopodolidae. Het dier komt uit het geslacht Dendrodasys. Dendrodasys pacificus werd in 1974 voor het eerst wetenschappelijk beschreven door Schmidt. 